# Le Vert
Le Vert ist eine französische Gemeinde mit 118 Einwohnern (Stand: 1. Januar 2022) im Département Deux-Sèvres in der Region Nouvelle-Aquitaine (vor 2016 Poitou-Charentes). Sie gehört zum Arrondissement Niort und zum Kanton Mignon-et-Boutonne. 

## Geographie
Le Vert liegt etwa 27 Kilometer südsüdöstlich von Niort. Umgeben wird Le Vert von den Nachbargemeinden Villiers-en-Bois im Norden, Chizé im Osten, Dampierre-sur-Boutonne im Südosten und Süden, Saint-Séverin-sur-Boutonne im Süden und Westen sowie Boisserolles im Westen.

## Bevölkerungsentwicklung
| Jahr                       | 1962 | 1968 | 1975 | 1982 | 1990 | 1999 | 2006 | 2019 |
| Einwohner                  | 224  | 224  | 165  | 143  | 148  | 140  | 132  | 129  |
| Quellen: Cassini und INSEE |      |      |      |      |      |      |      |      |

## Sehenswürdigkeiten

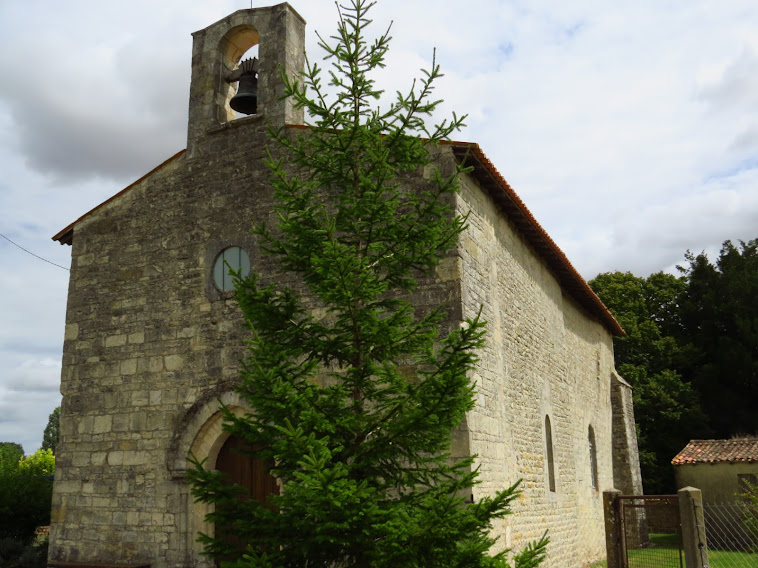
Kirche St. Nikolaus

- Kirche St. Nikolaus

## Persönlichkeiten
- Jean Pouilloux (1917–1996), Klassischer Archäologe, Epigraphiker und Wissenschaftsorganisator